# Picea farreri
Picea farreri ist eine Pflanzenart aus der Familie der Kieferngewächse (Pinaceae). Sie ist in zwei Flusstälern im südlichen China und dem nördlichen Myanmar heimisch.

## Beschreibung
Picea farreri wächst als immergrüner Baum, der Wuchshöhen von bis zu 35 Metern erreichen kann. Die offene Krone ist breit-konisch geformt. Sie wird aus gerade oder leicht abwärts vom Stamm abzweigenden Ästen mit hängenden Zweigen gebildet. Die schuppige Borke ist grau gefärbt. Die anfangs behaarte Rinde der Zweige ist olivbraun bis blass orangebraun gefärbt und verkahlt mit zunehmendem Alter.
Die leicht bereiften, blaugrünen Nadeln werden 1,5 bis 2,5 Zentimeter lang, haben eine spitz zulaufende Spitze und sind abgeflacht. Ihre Oberseite wird von einer weißen Wachsschicht bedeckt. Auf der Blattunterseite findet man zwei Stomatabänder mit je fünf bis sechs Stomatalinien. Die Nadeln stehen gerade abstehend an den Zweigen.
Die männlichen Blütenzapfen sind bei einer Länge von 2 bis 2,5 Zentimetern und einer Dicke von etwa 3 Millimetern konisch-zylindrisch geformt. Die Zapfen sind bei einer Länge von 6 bis 10 Zentimetern und einer Dicke von 3 bis 4 Zentimetern zylindrisch bis elliptisch geformt und stehen an einem Stiel der 0 bis 0,5 Zentimeter lang wird. Zur Reife hin sind sie braun gefärbt. Die verkehrt-eiförmigen Samenschuppen werden 0,8 bis 1,2 Zentimetern lang und zwischen 1 und 1,6 Zentimeter breit. Die äußeren, abgerundeten Schuppenränder sind nach innen gebogen. Die Samen haben einen hellbraunen Flügel mit einem unregelmäßigen Rand und werden zusammen mit diesem rund 1,6 Zentimeter lang und 0,5 Zentimeter breit.

## Verbreitung und Standort
Das natürliche Verbreitungsgebiet von Picea farreri liegt in China und Myanmar. Es umfasst das im westlichen Yunnan gelegene Tal des Nu Jiang sowie das im nördlichen Myanmar gelegene Tal des Fen-Shui-Ling.
Picea farreri gedeiht in Höhenlagen von 2400 bis 2700 Metern. Zumindest in Myanmar wächst die Art auf feuchten Böden, welche sich auf Kalkstein gebildet haben. Das kühle Klima wird durch kräftige Monsunregenschauer geprägt. Die Art bildet kleine Reinbestände innerhalb von offenen Wäldern.

## Systematik
Picea farreri wird innerhalb der Gattung der Fichten (Picea) der Untergattung Picea und der Sektion Omorika zugeordnet.
Die Erstbeschreibung als Picea farreri erfolgte 1980 durch Christopher Nigel Page und Keith D. Rushforth in  Notes from the Royal Botanic Garden, Edinburgh, Band 38(1), Seite 130.

## Gefährdung und Schutz
Picea farreri wird in der Roten Liste der IUCN als „stark gefährdet“ eingestuft. Als Hauptgefährdung werden Holzschlägerungen und der damit verbundene Lebensraumverlust genannt. Über die genaue Situation kann jedoch keine Aussage gemacht werden, da es nicht möglich ist Bestände der Art an ihren natürlichen Standort zu besichtigen. Es wird auch darauf hingewiesen, dass eine erneute Überprüfung der Gefährdung notwendig ist.